# Gábor Szegő
Gábor Szegő (Kunhegyes, 20 de janeiro de 1895 — 7 de agosto de 1985) foi um matemático húngaro. Foi um dos mais destacados analistas de sua geração, com contribuições fundamentais à teoria das matrizes de Toeplitz e polinômios ortogonais.

## Trabalhos
O trabalho mais importante de Szegő foi a análise. Ele foi um dos principais analistas de sua geração e fez contribuições fundamentais para a teoria das matrizes de Toeplitz e polinômios ortogonais. Ele escreveu mais de 130 artigos em várias línguas. Cada um de seus quatro livros, vários escritos em colaboração com outros, tornou-se um clássico em seu campo. A monografia Polinômios ortogonais, publicada em 1939, contém grande parte de sua pesquisa e teve profunda influência em muitas áreas da matemática aplicada, incluindo física teórica, processos estocásticos e análise numérica.

## Artigos selecionados
- Szegő, G. (1920). «Beiträge zur Theorie der Toeplitzschen Formen». Math. Z. 6 (3–4): 167–202. doi:10.1007/bf01199955
- Szegő, G. (1921). «Beiträge zur Theorie der Toeplitzschen Formen, II» (PDF). Math. Z. 9 (3–4): 167–190. doi:10.1007/bf01279027
- Szegő, G. (1935). «A problem concerning orthogonal polynomials». Trans. Amer. Math. Soc. 37: 196–206. MR 1501782. doi:10.1090/s0002-9947-1935-1501782-2
  - Szego, Gabriel (1936). «Correction». Trans. Amer. Math. Soc. 39 (3). 500 páginas. JSTOR 1989765. MR 1501861. doi:10.2307/1989765
- Szegő, Gabriel (1936). «Inequalities for the zeros of Legendre polynomials and related functions». Trans. Amer. Math. Soc. 39: 1–17. MR 1501831. doi:10.1090/s0002-9947-1936-1501831-2
- Szegő, Gabriel (1936). «On some Hermitian forms associated with two given curves of the complex plane». Trans. Amer. Math. Soc. 40 (3): 450–461. MR 1501884. doi:10.1090/s0002-9947-1936-1501884-1
- Szegő, G. (1940). «On the gradient of solid harmonic polynomials». Trans. Amer. Math. Soc. 47: 51–65. MR 0000847. doi:10.1090/s0002-9947-1940-0000847-6
- with A. C. Schaeffer: Schaeffer, A. C.; Szegő, G. (1941). «Inequalities for harmonic polynomials in two and three dimensions». Trans. Amer. Math. Soc. 50 (2): 187–225. MR 0005164. doi:10.1090/s0002-9947-1941-0005164-7
- Szegő, G. (1942). «On the oscillations of differential transforms. I». Trans. Amer. Math. Soc. 52 (3): 450–462. MR 0007170. doi:10.1090/s0002-9947-1942-0007170-6
- Szegő, G. (1943). «On the oscillations of differential transforms. IV. Jacobi polynomials». Trans. Amer. Math. Soc. 53 (3): 463–468. MR 0008100. doi:10.1090/s0002-9947-1943-0008100-4
- with Max Schiffer: Schiffer, M.; Szegő, G. (1949). «Virtual mass and polarization». Trans. Amer. Math. Soc. 67: 130–205. MR 0033922. doi:10.1090/s0002-9947-1949-0033922-9
- Szegő, G. (1950). «On certain special sets of orthogonal polynomials». Proc. Amer. Math. Soc. 1 (6): 731–737. MR 0042546. doi:10.1090/s0002-9939-1950-0042546-2
- with Albert Edrei: Edrei, A.; Szegő, G. (1953). «A note on the reciprocal of a Fourier series». Proc. Amer. Math. Soc. 4 (2): 323–329. MR 0053267. doi:10.1090/s0002-9939-1953-0053267-7